# Rääpysjärvi (sjö i Tuusniemi, Norra Savolax)
Rääpysjärvi är en sjö i kommunen Tuusniemi i landskapet Norra Savolax i Finland. Sjön ligger 97 meter över havet. Den är 15,67 meter djup. Arean är 81 hektar och strandlinjen är 6,7 kilometer lång. Sjön  ingår i Vuoksens huvudavrinningsområde.   Den ligger omkring 50 kilometer sydöst om Kuopio och omkring 330 kilometer nordöst om Helsingfors. De största öarna är Pyykkisaari med en area av 0,7 hektar och Koivusaari med en area av 0,5 hektar.. 